# Association nationale des anciens prisonniers internés déportés d'Indochine
LAssociation nationale des anciens prisonniers internés déportés d'Indochine (ANAPI) est une association française destinée à recenser et regrouper toutes les personnes ayant été prisonnières, otages ou déportées en Extrême-Orient durant la Seconde Guerre mondiale, la guerre d'Indochine et la guerre de Corée. 
L'association ambitionne de fédérer les anciens prisonniers, civils et militaires, de l'Armée impériale japonaise durant la prise de contrôle de l'Indochine française par l'empire du Japon, les prisonniers et otages, ceux du Viêt Minh pendant la guerre d'Indochine, et ceux des Nord-Coréens pendant la guerre de Corée,.